# Кирха в Нойендорфе
Кирха в Нойендорфе (нем. Neuendorfkirche) — кирха в Нойендорфе, Кёнигсберг (нем. Neuendorf, посёлок в конце современной улицы Емельянова, около Мельничного пруда, территория нынешнего Калининграда) была построена ещё в орденский период истории Восточной Пруссии, во второй половине XIV века.
В 1818 году здание сильно пострадало от урагана и в 1818/1819 годах восстановлено. Здание сооружено из природных камней и кирпича. Внутреннее убранство церкви в основном выполнено из дерева. Орган был изготовлен значительно позже. Церковь имела три колокола, один из них датирован 1504 годом.
Здание не очень сильно пострадало во время Второй мировой войны. В 1950-е годы провалилась крыша, позже церковь была снесена. Остатки её фундамента ещё сейчас можно найти на холме западнее ручья, к северу от дороги.
По состоянию на апрель 2020 года разграбленно последнее сохранившееся захоронение. На данный момент идёт активный раскоп прилегающих к кирхе фундаментов построек и разбор бывшего дома пастора.